# Plano Dyle

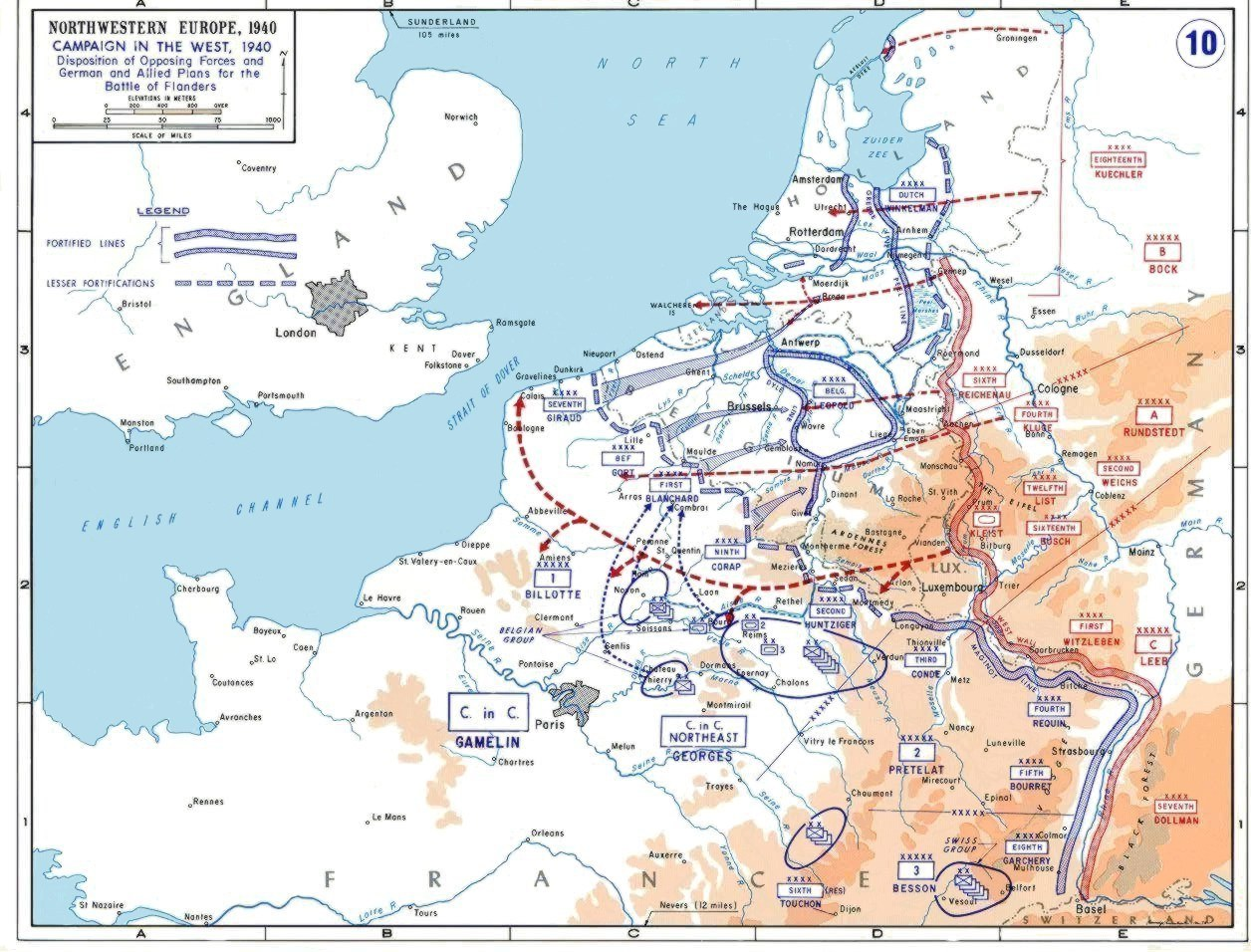
Campanha da Frente Ocidental, 1940

O Plano Dyle ou Plano D foi o plano do comandante-em-chefe do exército francês, Général d'armée Maurice Gamelin, para derrotar uma tentativa alemã de invadir a França através da Bélgica. O rio Dyle (Dijle) tem 86 km (53 milhas) de comprimento, de Houtain-le-Val através de Brabante Flamengo e Antuérpia; Gamelin pretendia que as tropas francesas, britânicas e belgas detivessem uma força de invasão alemã ao longo da linha do rio. O Acordo Franco-Belga de 1920 tinha comunicação e fortificação com coordenados esforços de ambos os exércitos. O governo belga deixou o acordo caducar após a remilitarização alemã da Renânia em 7 de março de 1936, para adotar uma política de estrita neutralidade, com o exército alemão (Heer) agora na fronteira germano-belga.
As dúvidas francesas sobre o exército belga levaram à incerteza sobre se as tropas francesas poderiam se mover rápido o suficiente para a Bélgica para evitar uma batalha de encontro e travar uma batalha defensiva a partir de posições preparadas. O Plano Escaut/Plano E e o Plano Dyle/Plano D foram concebidos para uma defesa avançada na Bélgica, juntamente com uma possível implantação na fronteira franco-belga para Dunquerque. Gamelin escolheu o Plano Escaut, então substituiu o Plano D por um avanço para a linha do Dyle, que era 43–50 mi (70–80 km) mais curta. Alguns oficiais do Grand Quartier Général (GQG, quartel-general do exército francês) duvidaram que os franceses pudessem chegar antes dos alemães.
A insatisfação alemã com Fall Gelb (Caso Amarelo), o plano de campanha contra a França, Bélgica e Holanda, aumentou durante o inverno de 1939-1940. Em 10 de janeiro de 1940, um avião alemão pousou em Maasmechelen, na Bélgica, trazendo planos para a invasão. O Incidente Mechelen foi um catalisador para as dúvidas sobre Fall Gelb e levou ao Plano Manstein, uma aposta ousada, quase imprudente, para um ataque mais ao sul através das Ardenas. O ataque aos Países Baixos tornou-se um chamariz para atrair os exércitos aliados para o norte, mais facilmente para flanqueá-los pelo sul.
Durante o inverno de 1939-1940, Gamelin alterou o Plano D com a variante Breda, um avanço na Holanda para Breda em Brabante do Norte. O Sétimo Exército, o elemento mais poderoso da reserva estratégica francesa, foi adicionado ao 1º Grupo de Exércitos perto da costa, para se precipitar para o Estuário do Escalda, ligação com o Exército Holandês em Tilburg ou Breda. Algumas das melhores divisões do exército francês foram movidas para o norte, quando unidades de elite do exército alemão estavam sendo transferidas para o sul para a nova versão de Fall Gelb, uma invasão pelas Ardenas.